# María del Carmen Martínez-Bordiú y Franco
María del Carmen Martínez-Bordiú y Franco (Madrid, 26 febbraio 1951), II duchessa di Franco, è un'aristocratica spagnola, nipote di Francisco Franco. Il titolo è stato abolito nel 2022 per effetto della Legge sulla memoria storica.

## Biografia
María del Carmen nacque nel Palazzo Reale di El Pardo a Madrid ed è la figlia di Cristóbal Martínez-Bordiú, X marchese di Villaverde, e Carmen Franco y Polo, I Duchessa di Franco Grandeza de España. I suoi nonni materni erano il dittatore spagnolo Francisco Franco, Capo di Stato spagnolo, e Carmen Polo y Martínez-Valdés, I signora di Meirás e Grande di Spagna. I suoi nonni paterni José María Martínez y Ortega (1890–1970) e María de la O Bordiú y Bascarán, VII Contessa di Argillo (1896–1980). Quando Carmen nacque nel Palacio del Pardo, l'antico palazzo della famiglia reale spagnola, era la prima di tutti i nipoti del Generale Franco. Il palazzo era la residenza della sua famiglia dal 1940 quando terminò la guerra civile spagnola e il Generale Franco diventò il Capo di Stato spagnolo. Era la nipote preferita, anche se ebbe altri 6 fratelli e sorelle: María de la O (Mariola), Francisco (Francis), María del Mar (Merry), José Cristóbal (Cristóbal), María de Aránzazu (Arantxa) e Jaime Felipe (Jaime).
Secondo la legge spagnola dal 2006 precede suo fratello minore come erede al ducato di sua madre, ed ha i requisiti per essere succeduta e/o per cedere quello di grandeza ai suoi discendenti. Con la morte della madre Carmen il 29 dicembre 2017, il successivo 4 luglio 2018, diviene duchessa di Franco, acquisendone il titolo, poi abolito nel 2022 per effetto della legge sulla memoria democratica.

### Matrimoni

#### Primo matrimonio
Carmen sposò l'8 marzo 1972, all'età di 21 anni, nella Cappella del Palazzo Reale di El Pardo a Madrid Alfonso, Duca d'Angiò e Cadice, figlio dell'Infante Jaime di Spagna, Duca di Segovia e nipote di Re Alfonso XIII di Spagna. Il Generale Franco nominò Alfonso Duca di Cadice e un'Altezza Reale, rendendo Carmen una principessa.
Alfonso e Carmen ebbero due figli maschi:
- Francisco de Asís, Duca di Borbone (Madrid, 22 novembre 1972 - Pamplona, 7 febbraio 1984)
- Luis Alfonso, Duca d'Angiò (nato nel 1974).

Il Generale Franco morì il 20 novembre 1975 e la famiglia perse il suo potere politico. Alfonso e Carmen si separarono nel 1979, arrivando al divorzio nel 1982 e all'annullamento  nel 1986. Ad Alfonso fu affidata la custodia dei figli.

#### Secondo matrimonio e tragedie famigliari
Dopo la separazione da Alfonso, Carmen visse con un francese di ascendenza italiana, Jean-Marie Rossi (Parigi, 18 novembre 1930, più grande di lei di 20 anni), divorziato da Barbara Hottinger, da cui aveva avuto due gemelle Mathilda e Marella nel 1971 e un maschio Frederick, e a Rueil-Malmaison l'11 dicembre 1984 lo sposò civilmente. Quell'anno fu terribile per la coppia. In febbraio, il figlio di Carmen, Francisco de Asís, morì in un incidente stradale; un poco più tardi la figlia di Rossi, Mathilda, morì in un incidente in barca. Carmen successivamente ebbe la sua ultima figlia, María Cynthia Francisca Matilda Rossi, a Parigi il 28 aprile 1985.
Nel gennaio 1989, il suo primo marito morì in un incidente di sci in Colorado e Carmen divenne coinvolta in un'altra battaglia persa per la custodia di suo figlio, Luis Alfonso, con la sua ex suocera. Carmen ed il suo secondo marito Rossi si separarono nel 1994 e divorziarono nel 1995. Visse poi con un italiano, Roberto Federici, ma la relazione terminò nel 2004. Rossi si sposò per una terza volta con Marie Grimaux, da cui non ha avuto figli.

#### Terzo matrimonio e nipoti
Il 18 giugno 2006 a Cazalla de la Sierra nella provincia di Siviglia, Carmen si sposò per una terza volta, con uno spagnolo, José Campos García (nato a Santander); la coppia ha divorziato nel 2013. Diventò nonna il 6 marzo 2007 con la nascita di sua nipote Eugenia. Nel 2006, fu una concorrente a "Mira quién baila!" la versione spagnola di "Ballando con le stelle".
È nonna di sei nipoti, ossia i quattro figli del figlio Luis Alfonso e i due della figlia María Cynthia.